# Antoine Pecqueur
Antoine Pecqueur, né le 20 mai 1982, est un bassoniste, journaliste et écrivain français.

## Biographie
Né le 20 mai 1982, Antoine Pecqueur étudie le basson au Conservatoire de Strasbourg puis dans la classe de Laurent Lefèvre au Conservatoire national supérieur de musique et de danse de Lyon dont il sort avec un premier prix en 2004. Il se perfectionne auprès de Pascal Gallois à la Haute École d'art de Zurich puis auprès de Sergio Azzolini. Il est bassoniste au sein d'orchestres et ensemble musicaux comme l'Orchestre des Champs-Élysées de Philippe Herreweghe, La Chambre philharmonique d'Emmanuel Krivine, Anima Eterna de Jos van Immerseel, l'Ensemble Matheus de Jean-Christophe Spinosi, l'Ensemble Linea de Jean-Philippe Wurtz. 
Diplômé de l'Institut Français de Presse, il mène également une carrière de journaliste, couvrant principalement les sujets culturels, économiques et internationaux. Il collabore au Monde entre 2006 et 2012 puis à La Lettre du musicien dont il est responsable de la rubrique « Enquêtes » puis directeur de la rédaction de 2018 à 2022. Il collabore aujourd'hui principalement à Mediapart, Alternatives économiques, Radio France internationale. Il est aussi présentateur sur la chaîne Mezzo. Sur France Musique, il a tenu les rubriques « Culture éco » et « Le chiffre de la semaine ».
Il est aussi directeur artistique du Festival Cordes sur Ciel. 

## Publications
- Les écrans sonores de Stanley Kubrick, Montdidier, Éd. du Point d'exclamation, 2007, 94 p. (ISBN 978-2-916347-04-2, BNF 41153522)
- Avec Nicolò Maccavino, Bernardino Fantini et le Centre culturel de rencontre d'Ambronay, « Il diluvio universale », Michelangelo Falvetti, Ambronay, Ambronay éd., coll. « Cahiers d'Ambronay », 2011, 95 p. (ISBN 978-2-918961-01-7, BNF 42527938)
- Les plus beaux opéras du monde (photogr. Guillaume de Laubier), Paris, La Martinière, 2013, 239 p. (ISBN 978-2-7324-5698-0, BNF 43669830)
- Le métier de musicien d'orchestre (préf. Christian Merlin), Paris, La Lettre du musicien éditions, 2015, 301 p. (ISBN 979-10-91544-03-0, BNF 44292075)
- Les espaces de la musique : architecture des salles de concert et des opéras, Marseille ; Paris, Parenthèses ; Philharmonie de Paris, 2016, 283 p. (ISBN 978-2-86364-307-5, BNF 44467478)
- « Conservatoires : le #MeToo de la musique classique », Médiapart,‎ 8 juin 2021 (lire en ligne, consulté le 16 février 2022)
- Atlas de la culture : Du soft power au hard power : comment la culture prend le pouvoir, Autrement, coll. « Atlas pour tous », 16 septembre 2020, 128 p. (ISBN 978-2-74675-425-6, présentation en ligne)
- Avec Arthur Beaubois-Jude (Cartographe), Géopolitique du rail : Le train au cœur des enjeux contemporains, Autrement, coll. « Atlas pour tous », 3 novembre 2021, 160 p. (ISBN 978-2-74676-232-9, présentation en ligne)